# USCGC Polar Star (WAGB-10)
USCGC Polar Star (WAGB-10) (Полар Стар) — ледокол, построенный в США в 1976 году и работоспособный до сих пор (с 2007 по 2012 год он не эксплуатировался).
Суммарная мощность его двигателей составляет 78 тыс. л. с., включая дизельные двигатели (18 тыс. л. с.) для движения в лёгких льдах, и три газотурбинные установки (60 тыс. л. с.) для преодоления тяжёлых льдов. По мощностным характеристикам этот ледокол сравним с атомными ледоколами типа «Арктика». «Полар Стар» способен идти со скоростью 3 узла во льдах толщиной 2 м и форсировать торошенные льды толщиной до 4 м. Водоизмещение ледокола составляет 12 тыс. т, длина корабля — 122 м. Запас хода без дозаправки — 45 тыс. км.
В 1978 году был выпущен аналогичный ледокол «Полар Си» (USCGC Polar Sea), неэксплуатируемый с 2010 года. Оба корабля принадлежат Береговой охране США.
Ледокол базируется в Сиэтле. Береговая охрана США вернула ледокол из резерва в 2013 году после масштабной реконструкции. В настоящий момент (март 2023 года) ледокол продолжает эксплуатироваться, в том числе в Антарктике.